# Japan i olympiska sommarspelen 1952
Japan deltog med 69 deltagare vid de olympiska sommarspelen 1952 i Helsingfors. Totalt vann de en guldmedalj, sex silvermedaljer och två bronsmedaljer.

## Medaljer

### Guld
- Shohachi Ishii - Brottning, fristil, bantamvikt.

### Silver
- Yushu Kitano - Brottning, fristil, flugvikt.
- Tadao Uesako - Gymnastik, fristående.
- Masao Takemoto - Gymnastik, hopp.
- Hiroshi Suzuki - Simning, 100 meter frisim.
- Shiro Hashizume - Simning, 1500 meter frisim.
- Hiroshi Suzuki, Yoshihiro Hamaguchi, Toru Goto och Teijiro Tanikawa - Simning, 4 x 200 meter frisim.

### Brons
- Takashi Ono - Gymnastik, hopp.
- Tadao Uesako - Gymnastik, hopp.